# Drei aus Prostokwaschino
Drei aus Prostokwaschino (russisch Трое из Простоквашино) ist eine russische Zeichentrick-Serie von Wladimir Popow aus den Jahren 1978 bis 1984 nach dem Buch Onkel Fjodor, Hund und Katze von Eduard Uspenski. Sie gilt als Klassiker des sowjetischen Trickfilms.

## Handlung
Der Protagonist ist ein kleiner Junge, dessen Name Onkel Fjodor ist. Seine Eltern erlauben ihm nicht, die Matroskin-Katze zu Hause zu halten. Infolgedessen beschließt der Junge mit der Katze, in das Dorf Prostokwaschino zu flüchten. Dort warten viele Abenteuer auf sie.

## Besetzung
- Marija Winogradowa – Onkel Fjodor
- Oleg Tabakow – Katze Matroskin
- Lew Durow – Hund Scharik
- Boris Nowikow – Postbote Petschkin
- Walentina Talysina – Mutter von Onkel Fjodor
- German Katschin – Vater von Onkel Fjodor

## Serien
- 1978 – Drei aus Prostokwaschino
- 1980 – Urlaub in Prostokwaschino
- 1984 – Winter in Prostokwaschino

- 2018 – Rückkehr nach Prostokwaschino.[3]